# Maôche
 (avril 2022).
Si vous disposez d'ouvrages ou d'articles de référence ou si vous connaissez des sites web de qualité traitant du thème abordé ici, merci de compléter l'article en donnant les références utiles à sa vérifiabilité et en les liant à la section « Notes et références ».
La maôche, aussi orthographiée maoche, est une spécialité culinaire du sud du Massif central, à la jonction des départements de l'Ardèche, de la Haute-Loire et de la Lozère.

## Description
La maôche, de l'occitan maucha, est un estomac de porc farci, selon les variantes locales, de chou, de pommes de terre, de chair à saucisse, de carottes, de pruneaux et relevée de baies de genièvre. L'estomac farci est d'abord cuit au bouillon, ou à la vapeur, puis éventuellement rôti au four.
Agrémenté localement de pommes de terre, de pruneaux ou de carottes, ce plat hivernal est très apprécié pour sa consistance. Les restes se réchauffent facilement. On coupe une tranche de la taille voulue que l'on réchauffe à la poêle comme on cuirait un steak.

## Localisation
Il s'agit d'une spécialité du plateau ardéchois, la zone montagneuse à proximité des départements de la Lozère et de la Haute-Loire, où on la retrouve également.
Ce plat est particulièrement adapté au climat hivernal rude de cette région.